# Коптяки (муниципальный округ Среднеуральск)
Коптяки́ — деревня в муниципальном округе Среднеуральск Свердловской области России. Находится на берегу Исетского озера.

## Население
| 2002 | 2010 |
| ---- | ---- |
| 169  | ↗217 |

## География
Коптяки расположены к востоку от Уральских гор, на южном берегу Исетского озера. Деревня находится к северо-западу от Екатеринбурга и к юго-западу от Верхней Пышмы, в двух километрах к юго-западу от центра округа города Среднеуральска и в трёх километрах к юго-востоку от посёлка Исеть. Расстояние до ближайшей железнодорожной станции Исеть — 4 километра. Через посёлок проходит шоссе местного значения Исеть — Среднеуральск. Вплотную возле посёлка Коптяки строится новый коттеджный посёлок Кирпичный.

## История
Изначально Коптяки были деревней кержаков. Деревня была основана в 1804 году жителем города Екатеринбурга Николаем Коптяевым, который предложил администрации Верх-Исетского завода в обмен на разрешение поселиться на заводских землях и заниматься рыбным промыслом, организовать необходимое заводу производство древесного угля. Вплоть до начала XX века главным занятием жителей было углежжение. (по материалам иллюстр. краеведческой энциклопедии под ред. Н. Рундквиста).
Предположительно, именно возле Коптяков, в лесу были тайно захоронены останки семьи последнего Императора Всероссийского Николая II, а также его приближённых.
С начала 1990-х деревня стала застраиваться коттеджами.

## Инфраструктура
В Коптяках есть школа, фельдшерский пункт, магазин и лыжная база «Энергетик». В соседнем посёлке Кирпичном есть детский сад.
Промышленных предприятий в деревне нет, часть жителей работает в соседних населённых пунктах.
До посёлка можно добраться на автобусе из городов Екатеринбурга, Среднеуральска, Верхней Пышмы и посёлка Исеть.